# Дацишин Артем Вікторович
Арте́м Ві́кторович Даци́шин (26 січня 1979, Херсон, УРСР, СРСР — 26 лютого 2022, Київ, Україна) — український артист балету. Лауреат Міжнародних конкурсів ім. С. Лифаря (1996), ім. Р. Нурієва (1998). Соліст балету Національної опери України (1997 — 2019).

## Життєпис
Народився 26 січня 1979 року в місті Херсон. 1997 року закінчив Київське державне хореографічне училище за класом Валерія Парсегова, Київський національний університет культури і мистецтва (2004, балетмейстерське відділення). Ще під час навчання в училищі вирізнявся винятковою майстерністю. Ще під час навчання в училищі, у 1996 році брав участь в Міжнародному конкурсі Сержа Лифаря, на якому здобув третю премію. Наступного року був прийнятий до складу балетної трупи Національної опери України. 1998 року завоював срібну медаль на міжнародному конкурсі імені Рудольфа Нурієва в Будапешті. Для виконавського стилю Дацишина характерні досконалість й академічна виразність танцю, романтичне піднесення, уміння передати психологічні глибини характеру персонажа.
Протягом наступних років залишався артистом балету Національної опери України, де виконував головні партії у балетах «Лебедине озеро», «Лускунчик», «Спляча красуня» П. Чайковського, «Жізель» А. Адама, «Баядерка» Л. Мінкуса, «Ромео і Джульєтта» С. Прокоф'єва. З гастролями відвідав Німеччину, Японію, Австрію, Швейцарію, Ліван, Італію, Іспанію, Францію, Канаду, США, Португалію. Виконавчий стиль Дацишина вирізнявся досконалістю й академічною виразністю танцю, вмінням передати характер персонажа, романтичною піднесеністю.
Під час російського вторгнення в Україну Артем Дацишин залишився в Києві. Потрапивши під обстріл 26 лютого, дістав тяжке поранення.
Помер у лікарні того ж дня. Прах після кремації поховали 18 березня на Байковому кладовищі.

## Ролі в театрі
- Зиґфрід, Принц, Дезіре, фея Карабос («Лебедине озеро», «Лускунчик», «Спляча красуня» П. Чайковського)
- Ален («Марна пересторога» Л. Герольда)
- Джеймс, Гюрн, Медж («Сильфіда» Х. Левенсхольда)
- Альберт («Жізель» А. Адана)
- Франц («Коппелія» Л. Деліба)
- Еспада, Солор, Люсьєн («Дон Кіхот», «Баядерка», «Пахіта» Л. Мінкуса)
- Жан де Брієн («Раймонда» О. Глазунова)
- Паріс, Меркуціо, Тібальд («Ромео і Джульєтта» С. Прокоф'єва)
- Золотий раб («Шехерезада» М. Римського-Корсакова)
- Ескамільо («Кармен-сюїта» Ж. Бізе– Р. Щедріна)
- Соло («Сюїта в білому» Е. Лало)
- Юнак («Весна священна» І. Стравінського)
- Аукціонник («Дама з камеліями» на збірну муз.)
- Воєначальник («Юлій Цезар» на муз. О. Респігі).

## Визнання та нагороди
- 1996 — Міжнародний конкурс артистів балету та хореографів імені Сержа Лифаря (Київ) — 3-я премія
- 1998 — Міжнародний конкурс ім. Р. Нурієва (Будапешт) — срібна медаль